# Discographie de Pierre Perret
 (mars 2023).
Cet article regroupe la discographie de Pierre Perret.

## Albums

### Albums studio
- 1980 : Moi j'attends Adèle / La Bérésina / Le Bonheur conjugal... (Barclay 96.085/86) qui réunit les 29 chansons enregistrées pour Barclay en un double album.

- 1981 : Tendresse (AD 39 530)
- 1981 : Pierrot l'humour (AD 39 531)
- 1981 : C'est l'printemps (AD 39 532)

- 1983 : Pierre et le loup (Philips 412 558-1)

- 1986 :  Irène (AD 39536)

### Titres
| 1.  | Irène                             | 2:51 |
| 2.  | Feuille blanche                   | 2:53 |
| 3.  | Lire                              | 3:00 |
| 4.  | Le tombeur                        | 2:34 |
| 5.  | Tous les enfants sont mes enfants | 3:30 |
| 6.  | Papyvole                          | 2:48 |
| 7.  | Voir                              | 2:44 |
| 8.  | Bernard Pivot                     | 2:45 |
| 9.  | C'est ainsi qu'on vit à paris     | 3:17 |
| 10. | La veuve                          | 3:43 |

- 1989 : Ce soir c'est fête - Cœur cabossé (AD 39 542)

- 1992 : Bercy Madeleine (Carrere Music 9031-77460-2)
- 1995 : Chante 20 fables inspirées de Jean de La Fontaine - Versions Pierrot (50 530)
- 1995 : Chansons Éroticoquines (réédité en 1999 avec 4 titres bonus inédits) (50 554)
- 1998 : La bête est revenue (498 196 2)
- 2002 : Çui-là (0927 49308 2)
- 2006 : Mélangez-vous (AD 098)
- 2007 : Le Plaisir des dieux - Anthologie de la chanson paillarde (NS91562)
- 2008 : Les Dieux paillards (double CD) (NS91587)
- 2009 : Trésors de la paillardise (4 CD) (NS 91628)
- 2010 : La Femme grillagée (NS91678)
- 2014 : Drôle de poésie (NS91759)
- 2018 : Humour liberté (ADEL 05)
- 2023 : Ma vieille carcasse

### Albums en public
- 1968 : Enregistré en public à L'Olympia
- 1973 : En public
- 1974 : Pierre Perret en public (AD 39.504) / Paroles et Musique Pierre Perret

- Face A :
  - Dépêche-toi mon Amour
  - Qu'est-ce qu'elle est Belle
  - Quand le Soleil entre dans ma Maison
  - A Poil
  - Le Représentant en Confitures
- Face B :
  - Vive la Quinze
  - Electra
  - Olga
  - Le cœur dans mon béret
  - C'est bon pour la Santé
- Face C :
  - Mon Pierrot
  - Fillette, le Bonheur c'est toujours pour demain
  - C'est bon, c'est bon
  - Ma Femme
  - Le Cul de Lucette
- Face D :
  - C'est au mois d' Août
  - Jeanine
  - Le Plombier
  - La Cage aux Oiseaux
- 1979 : À Bobino
- 1984 : Bobino 84 (double album)
- 1987 : Pierrot à l'Olympia (double album)
- 1994 : Récital du Casino de Paris (double CD)
- 1997 : Casino de Paris (double CD)
- 2005 : Live au Casino de Paris (CD + DVD)

### Compilations
- 1967 : Les deux visages de Pierre Perret (compilation + 3 inédits dont Les postières avec la voix de Nicole Croisille) (Disques Vogue CLD 718)
- 1969 : Chansons... (DMDINT 9823)
- 1975 : 15 ans de chansons (coffret 6 albums 33 T, 72 chansons dont 39 réenregistrées en 1975) (AD 600)
- 1994 : Pierrot l'intégrale (coffret 9 CD période 70-92, avec 5 inédits de 92 dans le volume 5) (Adèle 50 493)
- 1996 : Érotiques (double CD. 18 octobre 1996.) (CA 877 50592)
- 2007 : 50 ans de chansons (à l'Olympia) (17 avril. Compilation 2 CD 38 titres live + DVD) (Naïve NS 91554)
- 2011 : L'intégrale (coffret 29 cd + 1 dvd) (Adèle NS 91693)
- 2012 : Mes chansons engagées (Compilation 2 CD) 29 titres (Adèle/Naïve ASIN B0097RF76O )
- 2013 : L'âge de Pierre (compilation 3 CD) (ASIN B00F4AKZCO)
- 2021 : Mes adieux provisoires (compilation 2 CD) (ASIN B08T79JF57)

## Singles et EP / Super 45 tours 4 titres
1962 : La Bérésina (Barclay 71 074)
1968 : Le Tord-boyau (DOV 03) (compile quatre anciens titres)1968 : Cuisse de mouche (DOV 15) (compile quatre anciens titres)
- 1969 : Mon père, ce satyre / La famille… sauf moi  (V45-1671)

- 1971 : Les proverbes (AD 10 508)
- 1971 : Djamilla, la fille du Pacha (AD 10.509)
- 1971 : Mon père m'a dit / Pour les beaux yeux de Sylvie (AD 10.512)
- 1971 : La Biguine maline (AD 10.513)
- 1971 : Dépêche-toi mon amour, dont La Cage aux oiseaux sur la face B (AD 45.804)
- 1971 : Les proverbes (AD 45.805)
- 1971 : Fillette, Le Bonheur C'Est Toujours Pour Demain/Mon Epouse, Elle Est Jalouse (AD 45.806)
- 1971 : Olga (AD 45.807)
- 1972 : Le représentant en confitures (AD 45.808)
- 1972 : Le cul de Lucette (AD 45.809)
- 1972 : Ma femme (AD 45.810)
- 1972 : C'est au mois d'août (AD 45.811)
- 1973 : Le Plombier (AD.002). Disque publicitaire pour ATUB, raccords en cuivre et laiton.
- 1973 : Mère Noël (AD 45.812)
- 1973 : Fleur de p'tit pois (AD 45.813)
- 1973 : La cage aux oiseaux (AD 45.814)
- 1973 : Chansons interdites (Phyllis / Le Cul de Lucette) (AD 45.815)
- 1973 : Le plombier (AD 45.816)

- 1974 : Le Zizi (AD 45.822)
- 1975 : Moi j'attends Adèle (Barclay 62 161)

- 1975 : Les Seins (45 V 12 049)
- 1975 : Noël avant terme (45 V 14 010)

- 1976 : La photo (AD 45.825)
- 1977 : Chante pour les enfants (AD 39 520)
- 1977 : Et vous ? (AD 45.827)
- 1977 : Papa maman (AD 45.828)

- 1977 : Les enfants foutez-leur la paix, dont Lily (AD 39522)
- 1978 : Les enfants foutez-leur la paix (AD 45.831)
- 1978 : Le petit potier (AD 45.833)
- 1978 : Napo Napiteau (AD 45.834)
- 1978 : À cause du gosse (AD 45.836)
- 1979 : Estelle - Mon p'tit loup (6172 905)
- 1979 : Ça la fait marrer (AD 39 524)
- 1979 : Pierrot a tout cœur (AD 39 528)
- 1980 : Terminé Charlie (6010-172)
- 1981 : C'est l'printemps ! (6010-325)
- 1981 : Amour, liberté, vérité (6010-413)
- 1981 : Quoi de plus sympa qu'un œuf ! (6010-415)
- 1982 : Les coups au cœur (6010-538)
- 1983 : Comment c’est la Chine ? (8149-017)
- 1986 : Quelle époque on vit ! (14.127)
- 1986 : La fille aux petits frissons (14.150)
- 1987 : Chansons buissonnières (Interdit aux plus de 12 ans) (avec Chanson de la bande à B.D., inédit)[1]
- 1989 : Riz pilé (14.648)

## Musiques de films sur 45 tours ou non publiées
- 1969 : Les Patates (compositeur, BOF non publiée).
- 1970 : Le Juge (1 titre chanté, Le juge Roy Bean). Pierre Perret L'Intégrale, 18 octobre 2011. (Disques Adèle NS 91693 ) 29 CD + 1 DVD. Chanson n°17 sur le disque 29[2].
- 1979 : Nous maigrirons ensemble (Le titre est chanté face A, en instrumental face B.) (Disques Adèle 6172 906).
- 1979 : Charles et Lucie (Le titre est chanté face A, en instrumental face B.) (Disques Adèle 6172 907).
- 1980 : Prune des bois (1 titre chanté). Pierre Perret L'Intégrale, 18 octobre 2011. (Disques Adèle NS 91693 ) 29 CD + 1 DVD. Chanson n°14 sur le disque 14.
- 1986 : L'État de grâce (1 titre chanté, La fille aux petits frissons).

## Participations
- 2005 : participation au disque Anthologie de la chanson française - Des trouvères à la pléiade (ASIN : B00242EYPE) avec le titre n°24 Quand au temple nous serons (réed. 2006 - EPM Musique Poètes et chansons - Pierre de Ronsard n°11 - Réf. 985092).
- 2005 : participation au disque Anthologie de la chanson française - De la rue au cabaret (Les grands auteurs du XIXème siècle (ASIN : B00242QXAS) avec le titre n°22 Le grand métingue du métropolitain.
- 2017 : Au café du canal - Reprise de Ma p'tite Julia sur ce disque hommage à son œuvre, coordonné par Les Ogres de Barback

### Sources
- Discogs
- Allformusic.fr
- Encyclopédisque